# 모리 요시로
모리 요시로(일본어: 森 喜朗, 1937년 7월 14일 ~ )는 일본의 정치인으로 2000년부터 2001년까지 제85·86대 내각총리대신과 자유민주당의 총재를 지냈다.  총리대신으로서 자신의 세월 동안 그는 매우 인기가 없었다.  그는 또한 논란을 불러일으키는 몇가지 발언을 한 것으로 알려졌다.
모리는 이시카와현 노미시에서 태어났다.  정치인이 되기 전에 그는 저널리스트로 일했다.  1969년 그는 일본 국회의 중의원으로 선출되었다.  그는 문부대신 (1983년-1984년), 통상산업대신 (1992년-1993년)과 건설대신 (1995년-1996년)을 포함하여 몇몇의 중요한 정부 업무들을 보유하였다.  그는 이후에 자유민주당의 최고 총재가 되었다.
2000년 4월 당시 총리 오부치 게이조가 매우 병이 들었다.  모리 요시로는 그러고나서 자유민주당의 새 총재와 총리가 되었다.  총리로서 그의 세월은 그의 소감들 때문에 가끔 뉴스에 있었다.  이 소감들은 그를 대중과 인기없게 만들었다.  그의 낮은 인기로 추가된 그의 팀의 어떤 일원들도 사임을 하였다.  2001년 4월 모리는 물러나기로 결정하였다.  그러고나서 고이즈미 준이치로가 총리로서 차지하였다.
총리직을 떠난 후, 모리는 2012년까지 국회 의원으로 남아있었다.  그는 자신이 블라디미르 푸틴과 좋은 관계를 가졌기 때문에 일본과 러시아 사이에 중요한 논의들에 지속적으로 연루되었다.  그는 또한 일본 럭비 협회를 지도하기도 했다.  2014년 그는 도쿄에서 열릴 2000년 하계 올림픽과 패럴림픽을 위하여 위원회를 지도하는 데 선택되었다.  하지만 그는 성차별주의자로서 보여진 소감들을 만든 후, 2021년 이 역할로부터 사임을 했다.

## 초기 생애와 교육
모리 요시로는 이시카와현 노미시에서 태어났다.  그의 부모 시게키와 가오루는 부유한 벼 농부들이었다.  그의 부친과 조부는 둘다 네아가리정의 시장들을 지내왔다.  모리가 7세때 그의 모친이 사망하였다.
그는 도쿄로 건너가 와세다 대학에 입학하였다.  거기서 그는 럭비 클럽에 가입하여 스포츠에 매우 열광적이 되었다.  한번 그는 럭비가 자신에게 협동을 가르쳤던 것을 말하여 "한명은 스타가 되지 않고 한명은 전체를 위하여 활약하고 전부는 하나를 위해 활약한다"라고 설명하였다.
대학 졸업 후, 모리는 산케이 신문을 위하여 일했다.

## 정치인이 되다
1962년 모리는 자신의 신문 직업을 떠났다.  그는 일본 국회를 위하여 일하기 시작하였다.  1969년 32세의 나이에 그는 중의원으로 선출되어 연속으로 10번이나 재선되었다.
모리는 1983년부터 1984년까지 문부대신을 지냈다.  그는 또한 1992년부터 1993년까지 통상산업대신이기도 했다.  이후에 그는 1995년부터 1996년까지 건설대신이 되었다.  1999년 그는 자유민주당 안에서 총재 역할을 맡았다.

## 총리 재임

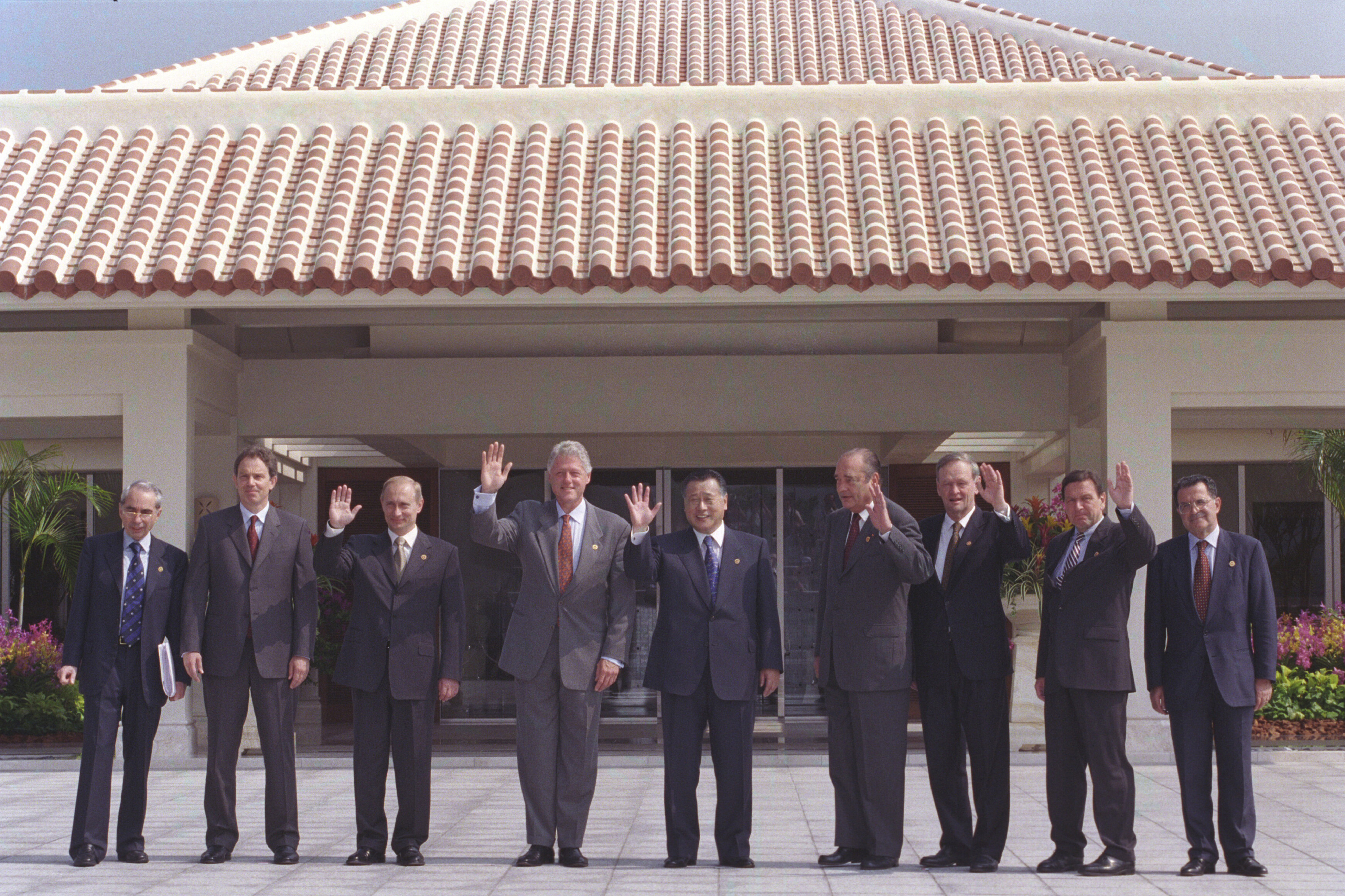
2000년 오키나와에서 G8 정상 회의를 주최한 모리 (왼쪽에서 5번째)

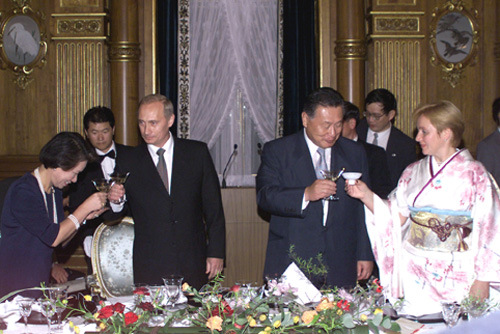
일본을 방문한 블라디미르 푸틴 러시아 대통령 부부와 공식 연회에서 함께 한 모리 부부 (2000년 9월 4일)

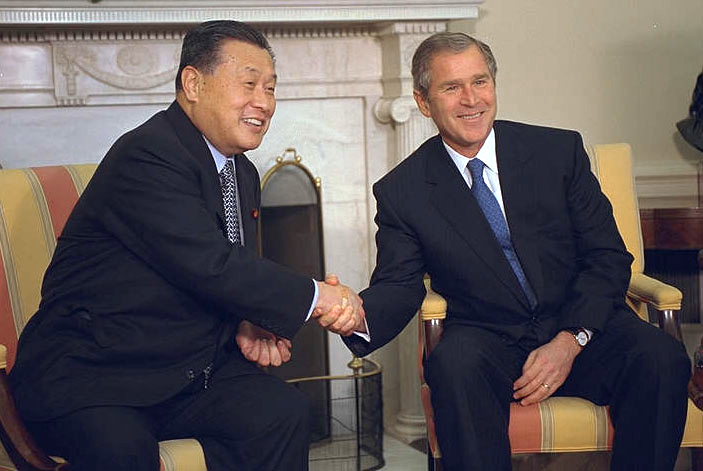
오벌 오피스에서 부시 대통령과 함께 (2001년 3월 19일)

2000년 4월 오부치 게이조 총리가 매우 병이 들었다.  정부는 긴급 회의를 열어 내각에서 모두가 사임을 했다.  자유민주당의 최고 당수 모리가 당의 새 총재로 선택되었다.  그러고나서 그는 총리가 되었다.  그는 오부치가 가졌던 같은 내각 일원들을 간직하기로 결정하였다.

### 도전들과 사임
총리로서 모리의 세월 동안 뉴스 보고들은 가끔 그의 논쟁적 소감들에 전념하였다.  이 소감들은 그를 대중과 매우 인기없게 만들었다.  그의 어떤 최고 공무원들도 돈에 관련된 문제들 때문에 사임을 했다.  
2000년 11월 모리의 인기는 매우 낮았다.  어떤 정치인들은 그를 총리직으로부터 제거하려고 했으나 이 시도는 실패하였다.  그의 찬성률은 지속적으로 떨어졌다.  2001년 4월 모리는 공식적으로 자신이 사임할 것을 공고하였다.  그러고나서 고이즈미 준이치로가 새로운 자유민주당의 당수와 총리가 되는 데 선거를 이겼다.

## 총리 이후
총리로서 사임을 한 모리는 지속적으로 중의원을 지냈다.  그는 자신이 2012년 12월 선거를 위하여 출마하지 않기로 결정할 때까지 이시카와현 제2구를 대표하였다.
2004년 그는 인도에서 높은 영예인 파드마 부샨을 받았다.

### 러시아와 그의 연결

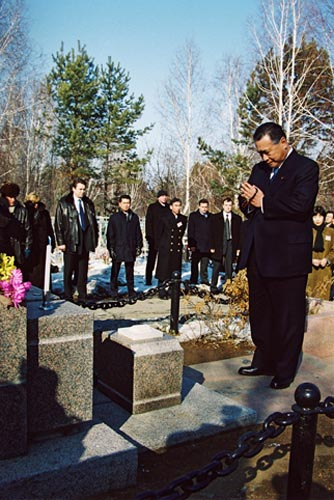
셸레호프에 있는 부친의 묘비 앞에서 (2001년 3월 25일)

모리는 일본과 러시아 사이에 관계에서 중요하게 남아있었다.  이것은 그의 블라디미르 푸틴과 가까운 개인적 우정을 가졌기 때문이었다.  자신이 더 이상 총리가 아니었던 후에 마저 그는 양국 사이에 의견 차이를 해결하는 데 도움을 주기 위하여 숙고되었다.
2013년 모리는 푸틴과 아베 신조 총리 사이의 회담을 위하여 준비하는 데 푸틴과 만났다.  모리는 러시아에 독특한 연결을 가졌다.  그의 부친 모리 시게키는 시베리아에 있는 셸레호프와 특별한 관계가 있었다.  그의 부친 양국에서 온 군인들을 위하여 무덤을 개선하는 데 일했다.

### 스포츠에 도움을 주며
2005년 모리는 일본 럭비 협회의 회장이 되었다.  그는 자신의 영향력이 2011년 럭비 월드컵을 일본이 개최할 도움을 주기를 희망했으나 대신 뉴질랜드가 선택되었다.  모리는 이후에 2019년 럭비 월드컵과 2020년 하계 올림픽을 위하여 일본이 성공적으로 입찰하도록 도움을 주었다.
2014년 자신이 76세때 그는 도쿄에서 2020년 하계 올림픽을 위한 위원회를 지도하는 데 선택되었다.  그는 이것이 자신의 "국가에 대한 마지막 봉사"일 것이라고 농담을 했다.  하지만 그는 일본의 올림픽 피겨스케이팅 선수들을 위한 소감들로 비판을 향했다.  
또다른 논쟁이 2021년에 일어났다.  아직도 올림픽 결성 위원회를 이끌고 있었던 모리는 여성들이 회의에서 말이 너무 많다는 것을 말했다.  그는 자신의 소감들에 관하여 사죄하였고 이후에 그의 직위로부터 사임을 했다.  그는 자신이 여성을 존중하지 않았다는 것을 의미하지 않았다고 말하면서 대중의 분노에 언론을 비난하였다.  올림픽 메달리스트 하시모토 세이코가 그의 역할을 차지하였다.

## 개인 생활
모리는 럭비의 큰 팬이면서 취미로서 전까지 활약하였다.  그는 또한 와세다 대학을 다녔던 마키 치에코에게 결혼하였다.  부부는 아들 모리 유키와 딸 후지모토 요코를 두었다.
2003년 일본 스카우트 연맹으로부터 최고 영예인 기지상을 받았다.

## 역대 선거 결과
|  | 18.2% |

|  | 21.1% |

|  | 32.9% |

|  | 39.4% |

|  | 31.6% |

|  | 34.9% |

|  | 39.1% |

|  | 33.4% |

|  | 36.3% |

|  | 51.66% |

|  | 64.44% |

|  | 55.62% |

|  | 57.63% |

|  | 50.20% |

## 같이 보기
- 제1차 모리 내각
- 제2차 모리 내각
  - 제2차 모리 내각 개조내각 (중앙 성청 개편 전)
  - 제2차 모리 내각 개조내각 (중앙 성청 개편 후)